# Trochalus tetraphyllus
Trochalus tetraphyllus är en skalbaggsart som beskrevs av Frey 1966. Trochalus tetraphyllus ingår i släktet Trochalus och familjen Melolonthidae. Inga underarter finns listade i Catalogue of Life.